# نادي دين بوش لكرة السلة
نادي دين بوش لكرة السلة (بالهولندية: New Heroes Basketball) هو فريق كرة سلة هولندي للمحترفين تأسس في سنة 1952 يقع مقره في سيرتوخيمبوس. يلعب في الدوري الهولندي لكرة السلة.

## الإنجازات

### المحلية
الدوري الهولندي لكرة السلة
- الفوز (16): 1978-79، 1979–80، 1980–81، 1982–83، 1983–84، 1984–85، 1985–86، 1986–87، 1987–88، 1992–93، 1995–96، 1996–97، 2005–06، 2006–07، 2014–15

كأس السوبر الهولندية لكرة السلة
- الفوز (2): 2013، 2015

### الأوروبية
كأس سابورتا
- الوصافة (1): 1978–79

### عالمية
كأس القارات لكرة السلة
- الوصافة (1): 1982

## أبرز اللاعبين
من أبرز اللاعبين الذين لعبوا معه:
- إرفين سلاقتر
- دامون براون
- ليون وليامز
- دكتور دري

## وصلات خارجية
- الموقع الرسمي